# Impatiens hians
Espèce
Synonymes
- Impatiens aureo-kermesina Gilg[1]
- Impatiens bipindinsis Gilg[1]

Impatiens hians Hook.f. est une espèce de plantes à fleurs de la famille des Balsaminaceae et du genre Impatiens, présente en Afrique tropicale.

## Description
C'est une plante herbacée.

## Liste des variétés
Selon Catalogue of Life (25 janvier 2018) :
- variété Impatiens hians var. bipindensis

Selon NCBI (25 janvier 2018) :
- variété Impatiens hians var. bipindensis

Selon Tropicos (25 janvier 2018) (Attention liste brute contenant possiblement des synonymes) :
- variété Impatiens hians var. bipindensis (Gilg) Grey-Wilson
- variété Impatiens hians var. hians

## Distribution
Assez rare, vulnérable, la sous-espèce Impatiens hians var. bipindensis (Gilg) Grey-Wilson est présente au Cameroun dans deux régions (Sud-Ouest et Sud) et sur trois sites au Gabon (monts de Cristal). Son épithète spécifique bipindensis fait référence à la localité de Bipindi dans la Région du Sud au Cameroun, où Georg August Zenker récolta plusieurs spécimens en 1901.